# Премія Homo homini
Премія Homo Homini (чеськ. Homo Homini) — премія з прав людини, заснована в 1994 році чеською неурядовою організацією «Людина в біді» (англ. People in Need, чеськ. Člověk v tísni). Присуджується особам, які зробили «значний внесок у просування прав людини, демократії та ненасильницьких методів вирішення суспільно-політичних конфліктів». Вручається під час щорічного кінофестивалю документальних фільмів з прав людини «Один Світ» (чеськ. Jeden svet).
Нинішня форма нагороди, 20-сантиметровий і 2-кілограмовий скляний блок із квадратним планом поверхні, розроблена Даніелою Ходіловою, студенткою празького UMPRUM. Нагорода виготовлена з прозорого кришталю, який символізує чистоту, справедливість і рівновагу. У нижній частині кристал огранований клиноподібними вирізами, що нагадують решітки.

## Лауреати
- 1994 — Сергій Ковальов
- 1997 — Сзето Ва
- 1998 — Ібрагім Ругова[3][4]
- 1999 — Освальдо Пая[5]
- 2000 — Мін Ко Най
- 2001 — Закі Ахмат
- 2002 — Хуен Кванг, Кванг До, Нгуєн Ван Лі
- 2003 — Наташа Кандіч[6][7]
- 2004 — Джордже Брічаг
- 2005 — Олесь Біляцький [8]
- 2006 — Світлана Ганнушкіна[9][4]
- 2007 — Су Су Нвей, Фу Фу Тін, Нілар Тейн
- 2008 — Лю Сяобо
- 2009 — Маджид Таваколі, Абдула Момені
- 2010 — Азімжан Аскаров[10][11]
- 2011 — Лікарі Дамаску
- 2012 — Інтігам Алієв[12]
- 2013 — Сапіят Магомедова[13]
- 2014 — Суад Науфал[14]
- 2015 — Одинадцять кубинських дисидентів, колишні політичні в’язні так званої Чорної Весни,[15]
- 2016 — Комітет проти тортур[16]
- 2017 — Фам Доан Транг[17][18]
- 2018 — Франціска Рамірес[17]
- 2019 — Бузургмехр Йоров [19]
- 2020 — Тетяна Ласиця, Марфа Рабкова[20], Леонід Судаленко, Андрій Чепюк[21][8]
- 2021 — Магієнур Ель-Масрі[22]
- 2022 — Хав'єр Тарасона[23]
- 2023 — Колектив азербайджанських журналістів Abzas Media[24]
- 2024 — Вікторія Рощина, Філіп Обаджі[25][26].